# 太原市中心医院
37°53′04″N 112°33′32″E / 37.88445°N 112.55891°E
太原市中心医院，位于中华人民共和国山西省太原市杏花岭区东三道巷5号，是太原市最大的综合医院、三级甲等医院。

## 历史
前身为1902年意大利籍教士风朝瑞创办的天主教若瑟医院。
1937年11月，侵华日军围困太原后，医院衰落。1951年6月1日，该医院被太原市人民政府接管，更名为太原市第二人民医院。
1955年，并入太原市儿童保健所部分设置及建筑工人医院。
1958年，太原市第二人民医院与山西机床厂职工医院、山西妇幼保健院妇产科合并，成立太原市中心医院。
1966年，文化大革命爆发，医院改名为东方红医院。1967年3月至1973年3月，实施军管。1978年恢复正常秩序。太原市中心医院为山西医学院、山西中医学院教学医院。其泌尿、普外、皮肤、神经内科等省级重点科室。
1991年被中华人民共和国卫生部、劳动人事部授予“全国卫生系统先进集体”。
2022年7月，太原市人民政府和北京大学第一医院依托太原市中心医院共建国家区域医疗中心，太原市中心医院更名为北京大学第一医院太原医院。
2022年7月9日上午，北京大学第一医院太原医院揭牌仪式在太原市中心医院汾东院区举行。